# Isosaari (ö i Finland, Lappland, Tunturi-Lappi, lat 67,39, long 24,17)
Isosaari är en ö i Finland. Den ligger i sjön Kurtakkojärvi och i kommunen Kolari i den ekonomiska regionen  Fjäll-Lappland  och landskapet Lappland, i den norra delen av landet, 800 km norr om huvudstaden Helsingfors. Öns area är 0,7 hektar och dess största längd är 130 meter i sydöst-nordvästlig riktning.